# 필립 배리

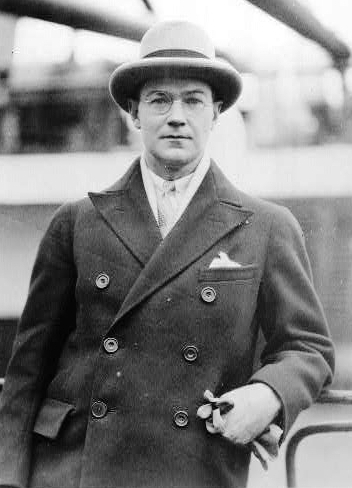

필립 배리(Philip James Quinn Barry, 1896년 6월 18일 ~ 1949년 12월 3일)는 미국의 극작가다.
예일 대학을 졸업한 후 하버드 대학의 연극과에서 공부하고, 그곳에서 상을 받은 처녀작 <당신과 나>(1923)가 그대로 브로드웨이의 히트작이 되어, 일약 당시의 문제작가로 등장했다. 그 후 인생희극·풍속희극 등에서 많은 성공을 거두어 유행작가가 되었고, 철학적인 종교극도 몇 개 남겼으나 연극적으로는 성공하지 못하였다. <휴일>(1928), <필라델피아 이야기>(1939)가 대표적인 희극이며, <호텔 유니버스>(1930)가 그의 사상극을 대표하는 문제작이라 할 수 있다. 그가 남긴 독자적인 연극기교에는 배울 만한 것이 많다.